# Calamagrostis pickeringii
Calamagrostis pickeringii är en gräsart som beskrevs av Asa Gray. Calamagrostis pickeringii ingår i släktet rör, och familjen gräs. Inga underarter finns listade i Catalogue of Life.